# Maladie de Rendu-Osler
Pour les articles homonymes, voir HHT.
 Mise en garde médicale
La maladie de Rendu-Osler ou maladie de Rendu-Osler-Weber ou télangiectasie hémorragique familiale (en anglais, hereditary hemorrhagic telangiectasia ou HHT) est une angiomatose de transmission autosomique dominante, faisant partie des phacomatoses.
Elle associe des manifestations cutanéo-muqueuses (télangiectasies) et des malformations vasculaires résultant de l'absence de capillaires entre les veines et les artères. Ces malformations se localisent partout avec des risques de rupture faisant la gravité de cette maladie.
Elle doit son nom aux médecins Henri Rendu et William Osler.

## Cause
Cinq formes génétiques de maladie de Rendu-Osler ont été identifiées. Plus de 80 % des cas sont dus à des mutations sur les gènes ENG ou ACVRL1, les deux formes ayant une présentation clinique un peu différente. Au total, plus de 600 mutations différentes ont été identifiées. La première mutation a été trouvée sur le gène ENG codant l'endogline, une glycoprotéine faisant partie du complexe protéique récepteur du TGFβ.

## Manifestations

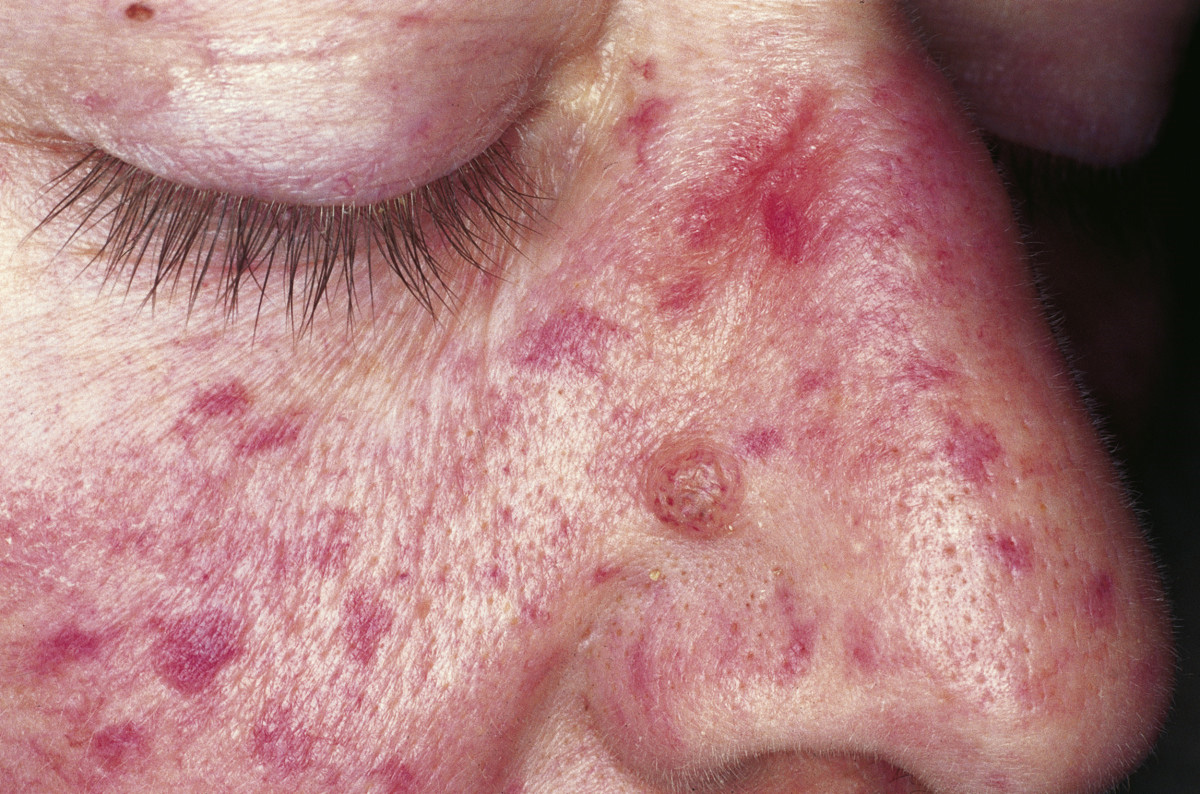
Télangiectasies et angiomes cutanés sur le visage d'une personne atteinte de maladie de Rendu-Osler

La manifestation la plus commune est une épistaxis (saignements de nez spontanés et fréquents) commençant la plupart de temps vers 12 ans. L'examen montre la présence de télangiectasies (petites taches rouges dues à la dilatation de petits vaisseaux) au niveau des mains, lèvres, conjonctives, paupières et muqueuses nasales.
Des hémorragies digestives surviennent dans un quart des cas après 50 ans. L'atteinte hépatique est courante, surtout chez la femme mais est rarement symptomatique. Présente dans un tiers des cas, elle peut parfois conduire à des complications graves : encéphalopathie hépatique, hypertension portale, insuffisance hépatique aiguë. Les malformations se localisant dans le cerveau, l'appareil digestif ou pulmonaire sont responsables de la mortalité de cette maladie.
Les multiples shunts artério-veineux peuvent conduire à une augmentation importante du débit cardiaque pouvant entraîner une insuffisance cardiaque. La maladie peut également se compliquer d'une hypertension artérielle pulmonaire par occlusion des artérioles pulmonaires.

## Diagnostic
Le diagnostic de maladie de Rendu-Osler se base sur la présence de malformations artério-veineuses cutanées ou viscérales. Les critères diagnostiques incluent : saignement de nez spontané et récurrent (jusqu'à plus d'une trentaine par semaine). La perte de sang peut atteindre un litre par semaine, nécessitant des transfusions régulières ; télangiectasies multiples et typiquement localisées au niveau des lèvres, de la bouche, du nez et des doigts ; malformations vasculaires pulmonaires, cérébrales, hépatiques, vertébrales et intestinales ; un parent au premier degré atteint de la maladie
Le diagnostic est certain quand trois signes sont présents, probable quand deux signes sont présents et peu probable quand un seul signe est présent.

## Traitement
La prise en charge de la maladie a fait l'objet de recommandations publiées en 2011.
Plusieurs molécules anti-angiogenèse approuvées pour d'autres conditions, comme le cancer, ont été étudiées dans un certain nombre d'essais cliniques chez des patients Rendu-Osler. Le traitement à l'anticorps anti-VEGF bevacizumab, par exemple, a été trouvé être associé à des effets bénéfiques dus notamment à une réduction du nombre d'épisodes d'épistaxis chez les patients traités. Le thalidomide, un autre médicament anti-angiogenèse,, a également été rapportée pour avoir des effets encourageants chez les patients Rendu-Osler. Une étude a notamment démontré que le thalidomide induit la maturation des vaisseaux dans un modèle de souris de la maladie de Rendu-Osler, et aussi réduit la gravité et la fréquence des saignements de nez chez les patients traités. Les taux d'hémoglobine dans le sang de ces patients traités ont augmenté à la suite d'une baisse des pertes hémorragiques et de la stabilisation de leur vaisseaux sanguins.
Le thalidomide pourrait être, une fois cette indication validée officiellement par l'ANSM, le premier médicament à proposer un traitement efficace qui permet d'arrêter les épistaxis et augmenter le taux d'hémoglobine dans le sang. Le thalidomide est toutefois un médicament tératogène et qui ne peut être utilisé qu'avec une contraception efficace chez la patiente en âge de procréer.

#### Associations
- AMRO FRANCE-HHT : Association nationale Maladie de Rendu Osler